# Pull Down
Pull Down es una banda brasileña de rock/rock alternativo de Erechim, en el interior de Río Grande del Sur.

## Historia de la banda
Pull Down fue formada en 2001 en la pequeña ciudad de Erechim, en Río Grande del Sur. Los integrantes de la última formación son: Niper en la voz y guitarra, Andrei en el bajo, Marcelo en la guitarra y Cristiano en la batería. En los discos se nota el uso de otros instrumentos, como piano, violín y violonchelo.

## Trabajo
Después del año 2004 realizando varios conciertos y trabajando en el disco “Ninguém Tem Culpa”, la banda decide lanzar un nuevo disco. En invierno de 2005 se inicia la producción de este disco, titulado “Talvez Seja Esse o Sentido”, grabado en Porto Alegre en el estudio "Dickplace". En la grabación Pull Down contó con la ayuda de Gilberto Barea.
El arte del disco son fotos de César Ovalle. Un hecho destacado de “Talvez Seja Esse O Sentido” es que tiene una multimedia que trae una entrevista con cada integrante de la banda.

## Integrantes
- Niper - Voz
- Marcelo - Guitarra
- Andrei - Bajo
- Cristiano - Batería

## Discografía

### Talvez Seja Esse o Sentido
- 01. Há uma linha na areia
- 02. Promete
- 03. Não fale nada
- 04. Diz-que-me-diz-que
- 05. Força
- 06. Talvez seja esse o sentido
- 07. Ao menos em sonhos
- 08. Percebo sua carência, aí está meu desafio
- 09. Carne, osso e fraqueza
- 10. Da sala, ao quarto, à janela
- 11. Minutos depois

### Ninguém tem culpa
- 01. O gosto amargo em minha boca são lágrimas
- 02. Poltrona 29, janela
- 03. Última palavra
- 04. Ninguém tem culpa
- 05. Fracasso
- 06. Não ficaria até tão tarde se não fosse importante
- 07. Sentimento de culpa, chuva fina e um passado para esquecer
- 08. Algumas vezes
- 09. Saudades
- 10. Último olhar
- 11. Perfeita
- 12. Tudo e você
- 13. Ilusão
- 14. Sempre no meu pensamento

### Sencillos
- 01.Promete (acústica)